# IC 5051
IC 5051 је спирална галаксија у сазвјежђу Паун која се налази на листи објеката дубоког неба у Индекс каталогу.
Деклинација објекта је - 71° 47' 20" а ректасцензија 20h 52m 22,9s. Привидна величина (магнитуда) објекта IC 5051 износи 14,9 а фотографска магнитуда 15,6. IC 5051 је још познат и под ознакама ESO 74-14, IRAS 20473-7158, PGC 65618.